# Ла-Сьенага
Ла-Сьенага (исп. La Ciénaga) — посёлок в Аргентине.  Входит в состав департамента Санта-Каталина провинции Жужуй.
Численность населения — 95 жителей (2010).

## Расположение
Посёлок  расположен в 1 км к востоку от реки Рио-Гранде-де-Сан-Хуан, по которой проходит граница с Боливией.

## Транспорт
- Автомагистрали

Расстояние по автодороге:
- до адм.центра департамента Санта-Каталина — 39 км
- до адм.центра  провинции Сан-Сальвадор-де-Жужуй — 375 км

## Экономика
Основной экономики является разведение крупного рогатого скота, выращиванием картофеля.
До недавнего времени в районе была развита горнодобывающая деятельность. В 2011 году была открыта служба здравоохранения и ожидается строительство спортивного центра.

## Демография
По данным национального института статистики и переписи населения численность населения города составляла:
| Население чел.(1991) | Население чел.(2001) | Население чел.(2010) | мужское чел.(2010) | женское чел.(2010) | Динамика изменения в %/год (2001 → 2010) |
| -------------------- | -------------------- | -------------------- | ------------------ | ------------------ | ---------------------------------------- |
| -                    | 79                   | 95                   | 46                 | 49                 | ▲2,08%                                   |